# Tadzhikite-(Ce)
La tadzhikite-(Ce) è un minerale appartenente al gruppo dell'hellandite.